# ميدان سفلي
ميدان سفلي هي قرية في مقاطعة خوي، إيران. يقدر عدد سكانها بـ 145 نسمة بحسب إحصاء 2016.